# Хамазулен
Хамазулен — це ароматична хімічна сполука з молекулярною формулою C 14 H 16, яка міститься в різноманітних рослинах, зокрема в ромашці (Matricaria chamomilla), полині (Artemisia absinthium) і деревію (Achillea millefolium).  Це синьо-фіолетове похідне азулену, яке біосинтезується з сесквітерпену матрицину.
Chamazulene — це вигадане слово, що складається з Chamomilla, латинської назви ромашки, французького слова azur, що означає небесно-блакитний, і суфікса len (від Alk en).
Історія
У 1863 році англійський хімік Септімус Пісс ввів назву азулен для блакитної речовини з олії ромашки.  Структура хамазулену була підтверджена лише в 1953 році як 7-етил-1,4-диметилазулен.
Відносно рано було виявлено, що синє забарвлення виникає лише під час екстракції та дистиляції, і тому азулен насправді не присутній у ромашці.
Виділення та отримання
Попередник хамазулену міститься у вигляді матрицину у квітах ромашки та деревію. Фактичний продукт отримують з нього під час дистиляції.
Властивості
Хамазулен утворює коричнево-чорні голки, які досить швидко розкладаються під впливом повітря, світла і температури. Він має протизапальну (антифлогістичну) дію і тому є одним з основних активних інгредієнтів олії з квіток ромашки поряд з бісабололом і матрицином.
Інструкції з використання
Ефірна олія з квітів ромашки — це, мабуть, один з найпоширеніших і найдавніших природних засобів. Її дія заснована на суміші різних речовин (переважно флавоноїдів і терпенів або похідних терпенів); протизапальний ефект в основному обумовлений речовинами бісаболол, матрицин і хамазулен, що містяться в ній. Бісаболол і матрицин мають найвищу активність; порівняно з матрицином, хамазулен має лише близько 50 % протизапальної дії.В експериментах на тваринах хамазулен у високих дозах викликав розлади дихання.[4]